# Jacques de Sores

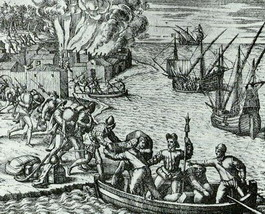
Jacques de Sores incendie La Havane

Jacques de Sores est un pirate et corsaire français protestant de Normandie, qui vécut au milieu du XVIe siècle.
De Sores est connu pour la prise de La Havane en 1555 avec 200 marins. Durant un mois il a pillé la ville, à la recherche de l’or des Espagnols, et il incendie le port.
Surnommé « l’Ange Exterminateur », Jacques de Sores est l’un des premiers corsaires huguenots qui ont investi leurs forces dans le combat contre l’Espagne au moment de la rapide diffusion du protestantisme en France. Il s’est rendu célèbre lors de la prise de La Havane en insultant, par le biais d’une pantomime, le Pape qui était alors l’ennemi des protestants en raison des procédures de l’Inquisition, et qui défendait le partage du Nouveau Monde entre portugais et espagnols.
Avant lui, François Le Clerc, dit Peg Leg ou encore Jambe de bois, avait sévi en juillet 1552 en mettant à sac l’île portugaise de Porto Santo. Puis, en 1553 dans les Caraïbes, Saint-Domingue, Azua, La Yaguana, Monte Cristi et l’actuel Port-au-Prince, sont pillés et incendiés. En 1554, Le Clerc prend Santiago de Cuba et la ruine si complètement que les Espagnols transfèrent la direction de Cuba à La Havane.
Jacques de Sores est célèbre également pour avoir capturé au large des Canaries un navire en route pour le Brésil sur lequel se trouvaient une quarantaine de missionnaires jésuites portugais et espagnols. Les missionnaires furent maltraités et jetés à la mer (15 juillet 1570). Morts pour la foi, ils seront béatifiés par Pie IX en 1854. On perd la trace de Jacques de Sores après ce forfait.